# DSV Rollski-Tour
Die DSV Rollski-Tour ist eine Rollski-Wettkampfserie, die sich über mehrere Wettkampforte erstreckt, mit mehreren Rennen in verschiedenen Rollski-Disziplinen. Die Tourwertung erfolgt entsprechend der Alterklasseneinteilung in der DWO. Sieger der jeweiligen Altersklasse ist derjenige, der über die gesamte Rennserie die meisten Punkte erreicht hat. Ziel der DSV Rollskitour ist es, den Rollskisport für Zuschauer und Teilnehmer gleichermaßen attraktiv machen.
Jährlich finden ca. fünf nationale Veranstaltungen, verteilt über das Bundesgebiet, statt, die von Vereinen, die Mitglied im Deutschen Skiverband sind, ausgerichtet werden. Diese Vereine müssen sich im Vorfeld beim DSV um eine Ausrichtung des entsprechenden Rollski-Wettkampfes bewerben. Gestartet wird in den Disziplinen Sprint, Flachstrecke, Marathon- und Bergstrecke. 

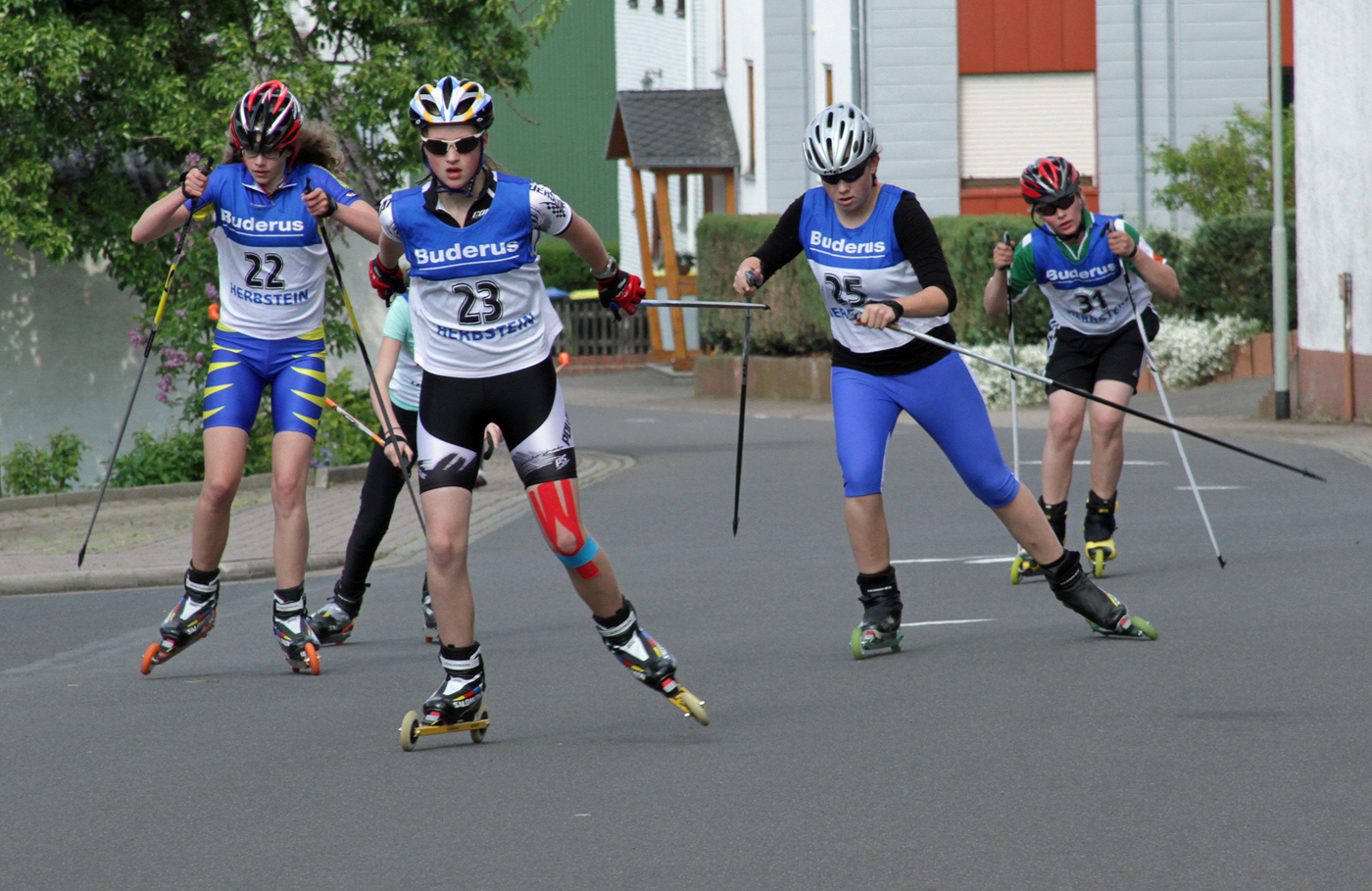
Rollski-DM 2012 in Lanzenhain

## Die DSV Rollski-Tour

### Teilnahme
Zu den Veranstaltungen der DSV Rollski-Tour sind Sportler verschiedener Wertungsklassen aller Landesskiverbände im Deutschen Skiverband sowie internationale Gäste startberechtigt. Voraussetzung ist, dass sie Mitglied in einem Verein sind, der einem Landesskiverband zugehörig ist, und dass sie ein Startentgelt bezahlen. Meldungen zu den einzelnen Wettkämpfen werden beim jeweiligen Ausrichter getätigt. Gemäß DWO Artikel 603 gilt Helm- und Brillenpflicht; Stockteller, Ellenbogen- und Knieschützer sowie Handschuhe werden empfohlen. Gemäß DWO Artikel 606.4 erkennt jeder Teilnehmer mit seiner Nennung die Richtlinien zur Veranstaltung an.

### Ausrichter
Ausrichter sind Vereine, die Mitglied in einem deutschen Landesskiverband sind. In den letzten 15 Jahren waren 32 deutsche Orte Ausrichter der DSV Rollski-Tour (siehe Tabelle Austragungsorte DSV Rollski-Tour; PDF; 143 kB).

### Termine und Orte
Aktuelle Veranstaltungstermine und Tourstationen werden vor der laufenden Saison auf der Website des Deutschen Skiverbands – Bereich Rollski nordisch veröffentlicht.
In den letzten 15 Jahren waren 32 Vereine aus verschiedenen Städten und Orten Ausrichter der DSV Rollski-Tour (siehe Liste Austragungsorte).

### Die Wettbewerbe – Kurzbeschreibung
Verantwortlich für die ordnungsgemäße Durchführung der Veranstaltungen sind die Organisations- und Rennkomitees der jeweiligen Ausrichter in kooperativer, enger Zusammenarbeit mit dem vom Veranstalter eingesetzten nationalen Technischen Delegierten (TD). Grundlage der Wettkampfordnung für Rollski bilden die Internationale Skiwettkampfordnung (IWO), die Deutsche Wettkampfordnung (DWO 2013) und die Regeln für Rollerski-Wettbewerbe des FIS – Subkomitees für Rollerski. Die Artikel der IWO gelten für die DWO und entsprechend auch für die Regeln für Rollerskiwettbewerbe.
Im Laufe der Geschichte dieser Wettkampfserie wurden die Startdisziplinen teils verändert, angepasst und erweitert.
Teile der Rennserie sind Deutsche Meisterschaften (DM) und Landesverbandsmeisterschaften, die in folgenden Disziplinen ausgetragen werden:
- Sprint
- Flachstrecke
- Marathon
- Berglauf
- Doppelverfolgung
- Teamsprint

Mannschaftswettbewerbe können in den einzelnen Klassen wie folgt gelaufen werden:
a) 2, 3 oder 4 Läufer aus einem Verein bilden eine Mannschaft. Sie können aus unterschiedlichsten Klassen sein.
b) Ein Verein kann beliebig viele Mannschaften melden.
Meistertitel werden in den Klassen wie folgt vergeben:
- Deutsche Schülermeisterin und Deutscher Schülermeister
- Deutsche Meisterin und Deutscher Meister (Damen & Herren allgemein)
- Deutsche Juniorenmeisterin und Deutscher Juniorenmeister
- Deutsche Jugendmeisterin und Deutscher Jugendmeister
- Deutscher Vereinsstaffelmeister (Herren 3 × 10 km/Damen 3 × 5 km)

Deutscher Meister wird der Zeitschnellste auf jeweils gleicher Strecke/Distanz, unabhängig von der eigentlichen Altersklasse.

### Wertungsklassen
Für das Wettkampfjahr 2013 gelten folgende Altersklassen entsprechend DWO Art. 331: 
| Altersgruppe | Jahrgang  |
| ------------ | --------- |
| Schüler 8    | 2005      |
| Schüler 9    | 2004      |
| Schüler 10   | 2003      |
| Schüler 11   | 2002      |
| Schüler 12   | 2001      |
| Schüler 13   | 2000      |
| Schüler 14   | 1999      |
| Schüler 15   | 1998      |
| Jugend 16    | 1997      |
| Jugend 17    | 1996/1995 |
| Junioren     | 1994/1993 |

| Altersgruppe        | Jahrgang       |
| ------------------- | -------------- |
| D/H allgemein       | 1992/1983      |
| D/H A 1             | 1982/1978      |
| D/H A 2             | 1977/1973      |
| D/H A 3             | 1972/1968      |
| D/H A 4             | 1967/1963      |
| D/H A 5             | 1962/1958      |
| D/H A 6             | 1957/1953      |
| D/H A 7             | 1952/1948      |
| D/H A 8             | 1947 und älter |
| Jugendstaffel w/m   | 1997/1995      |
| Juniorenstaffel w/m | 1993/1994      |
| Damen/Herrenstaffel | 1992 und älter |

Startablauf

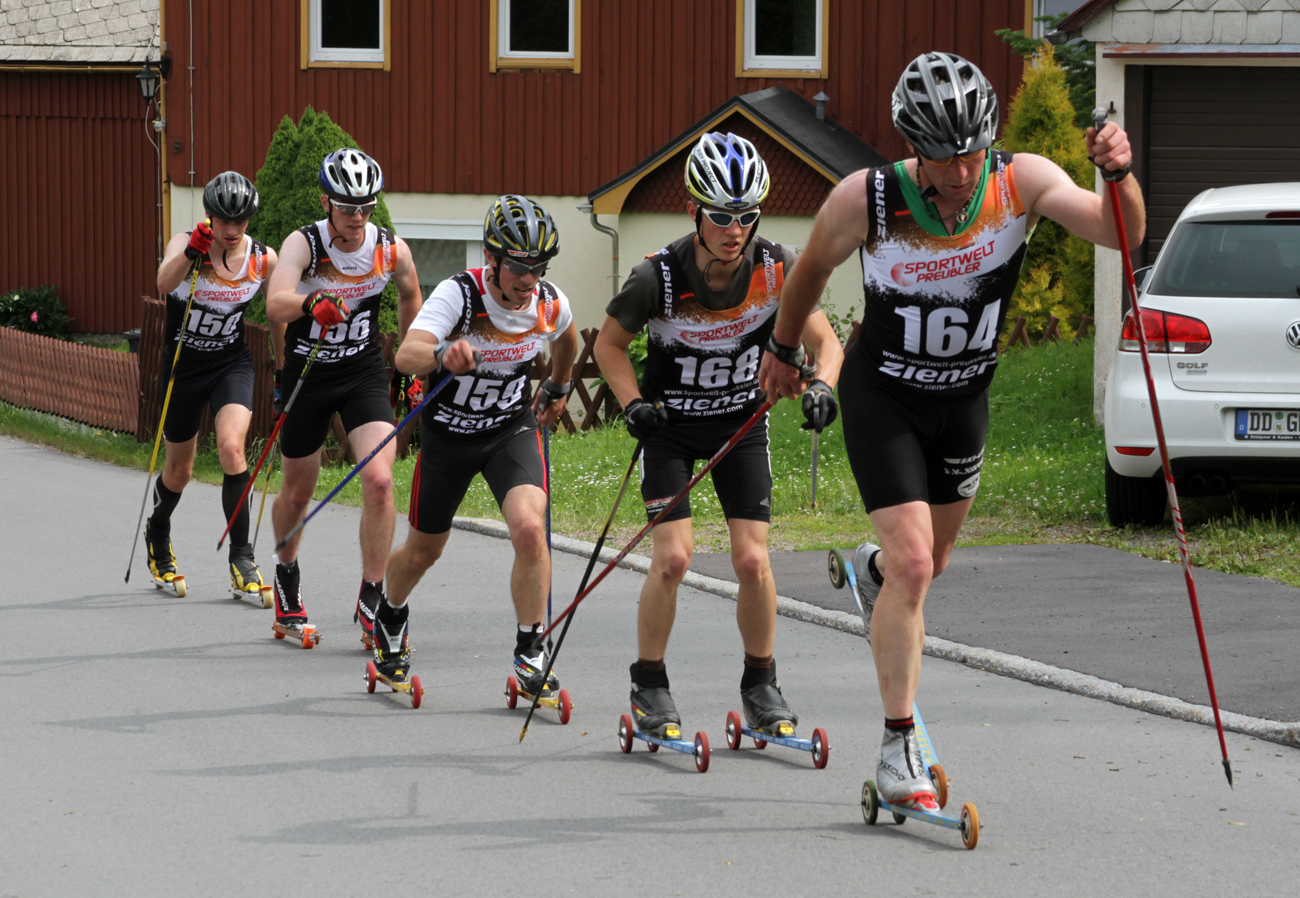
Rollski-DM 2012 in Seiffen

Dem Ausrichter bleibt überlassen Massen-, Gruppen-, Einzel- oder Doppelstarts durchzuführen. In den Schülerklassen sollen aber Einzel- oder Doppelstarts erfolgen.
Jury
Die Jury für die Veranstaltungen wird gebildet aus dem DSV-Wettkampfbeauftragten (Referent oder Vertreter), dem Chef des Wettkampfes, dem Streckenchef und zwei Trainern der Landesskiverbände. (DWO Art. 610.1)

### Tourwertung
Die Tourwertung erfolgt entsprechend der Alterklasseneinteilung in der DWO.
Jugendläufer können auf eigenen Wunsch in der Klasse der Junioren und Schüler in der Jugendklasse starten.
Die Auswertung der Gesamttour erfolgt mittels eines Punktesystems, welches sich an der
Platzierung orientiert (siehe Tourkonzept DSV Rollski-Tour). Es ist in der nachfolgenden Tabelle dargestellt:
| Platzierung  | Punktzahl                                    |
| ------------ | -------------------------------------------- |
| 1. Platz     | 25                                           |
| 2. Platz     | 20                                           |
| 3. Platz     | 15                                           |
| 4. Platz ff. | 14 (dann je Platzierung einen Punkt weniger) |

### Toursieger
Zum Toursieger der jeweiligen Altersklasse wird derjenige gekürt, der über die gesamte Rennserie die meisten Punkte erreicht hat. Es gibt für jeden Teilnehmer ein Streichergebnis (das jeweils schlechteste). Alle Rennen sind gleichgewichtig. Besteht ein Rennen aus Prolog und Hauptrennen, so zählt dies nur als ein Rennen für die Tour.
Eine Siegerehrung erfolgt nach dem letzten Rennen der Tourserie, dem Finale. Die Sieger erhalten Medaillen, Urkunden und Sachpreise für ihre Leistungen.

### Ergebnisse
Aktuelle Ergebnisse der einzelnen Rennen und die aktuelle Tourwertung werden zeitnah auf der Homepage des Deutschen Skiverbandes Bereich Rollski nordisch bekannt gegeben.

## Das DSV-Rollski-Team
In das DSV-Rollski-Team wurden nordische Athleten aus dem gesamten Bundesgebiet benannt. Unter der Leitung der Team-Captains konnten diese in den letzten Jahren viele nationale und internationale Erfolge u. a. bei der Rollski-Tour, den Weltcups und den Weltmeisterschaften verzeichnen.